# Вильерс, Уильям, 2-й граф Джерси
Уильям Виллерс, 2-й граф Джерси (англ. William Villers, 2nd Earl of Jersey; ок. 1682 — 13 июля 1721) — английский пэр и политик из семьи Вильерс. Он носил титул учтивости — виконт Вильерс с 1697 по 1711 год.

## Биография
Старший сын Эдвард Вильерса, 1-го графа Джерси (1656—1711), и его жены Барбары Чиффинч (1663 — до 13 декабря 1735), единственной дочери придворного Уильяма Чиффинча.
Виконт Вильрс заседал в Палате общин Англии от Кента (1705—1707) и в Палате общин Великобритании от Кента (1707—1708) .
25 августа 1711 года после смерти своего отца Уильям Вильерс унаследовал титулы 2-го графа Джерси (Пэрство Англии), 2-го виконта Вильерса из Дартфорда в графстве Кент (Пэрство Англии) и 2-го барона Вильерса из Ху в графстве Кент (Пэрство Англии).
В 1703 году он совершил путешествие по Италии (Гран-тур) и заказал Массимилиано Сольдани Бенци бронзовую медаль.
22 марта 1704 года Уильям Вильерс женился на Джудит Херн (? — 22 июня 1735), дочери Фредерика Херна и Элизабет Лайл. У супругов было трое детей:
- Леди Барбара Вильерс (25 августа 1706 — 11 июня 1761), 1-й муж с 1725 года сэр Уильям Блэкетт, 2-й баронет (1690—1728); 2-й муж с 1729 года Бюсси Мэнселл, 4-й барон Мэнселл (? — 1750).
- Уильям Вильерс, 3-й граф Джерси (8 марта 1707 — 28 августа 1769), старший сын и преемник отца.
- Томас Вильерс, 1-й граф Кларендон (19 июня 1709 — 11 декабря 1786).